# Prostemmiulus sulfurariae
Prostemmiulus sulfurariae är en mångfotingart som beskrevs av Jean-Paul Mauriès 1980. Prostemmiulus sulfurariae ingår i släktet Prostemmiulus och familjen Stemmiulidae. Inga underarter finns listade i Catalogue of Life.